# Marko Stojanović
Marko Stojanović (in serbo Марко Стојановић?; Belgrado, 1º febbraio 1998) è un calciatore serbo, centrocampista dell'Umka.

## Carriera
Ha giocato nella massima serie dei campionati serbo e bielorusso.